# Gideon Gardner
Gideon Gardner (* 30. Mai 1759 in Nantucket, Province of Massachusetts Bay; † 22. März 1832 ebenda) war ein US-amerikanischer Politiker. Zwischen 1809 und 1811 vertrat er den Bundesstaat Massachusetts im US-Repräsentantenhaus.

## Leben
Gideon Gardner erhielt nur eine eingeschränkte Schulausbildung. Später fuhr er zur See und schaffte es, ein eigenes Schiff zu erwerben. Außerdem wurde er ganz allgemein im Handel tätig. Politisch wurde er Mitglied der Ende der 1790er Jahre von Thomas Jefferson gegründeten Demokratisch-Republikanischen Partei. Bei den Kongresswahlen des Jahres 1808 wurde er im achten Wahlbezirk von Massachusetts in das US-Repräsentantenhaus in Washington, D.C. gewählt, wo er am 4. März 1809 die Nachfolge von Isaiah L. Green antrat. Bis zum 3. März 1811 konnte er eine Legislaturperiode im Kongress absolvieren. Danach wurde sein Vorgänger Green auch zu seinem Nachfolger.
Nach dem Ende seiner Zeit im US-Repräsentantenhaus nahm Gideon Gardner seine früheren Tätigkeiten wieder auf. Er starb am 22. März 1832 in Nantucket.